# رومانو گاراگنی
رومانو گاراگنی (انگلیسی: Romano Garagnani; ۶ ژوئن ۱۹۳۷ – ۳۰ ژانویهٔ ۱۹۹۹) تیرانداز اهل ایتالیا بود.